# Episodi di Rick and Morty (quarta stagione)
La quarta stagione della serie animata Rick and Morty, composta da 10 episodi, è stata trasmessa negli Stati Uniti, da Adult Swim, dal 10 novembre 2019 al 31 maggio 2020.
In Italia la stagione è stata pubblicata dal servizio di video on demand Netflix, dal 22 dicembre 2019 al 24 luglio 2020.
| nº | Titolo originale                          | Titolo italiano                         | Prima TV USA     | Pubblicazione Italia |
| -- | ----------------------------------------- | --------------------------------------- | ---------------- | -------------------- |
| 1  | Edge of Tomorty: Rick Die Rickpeat        | Edge of ToMorty: senza Rick             | 10 novembre 2019 | 22 dicembre 2019     |
| 2  | The Old Man and the Seat                  | Il vecchio e il water                   | 17 novembre 2019 | 22 dicembre 2019     |
| 3  | One Crew over the Crewcoo's Morty         | Qualcuno volò sul nido di Morty         | 24 novembre 2019 | 22 dicembre 2019     |
| 4  | Claw and Hoarder: Special Ricktim's Morty | Rick and Morty - Unità vittime speciali | 8 dicembre 2019  | 22 dicembre 2019     |
| 5  | Rattlestar Ricklactica                    | Battleserpe Galactica                   | 15 dicembre 2019 | 22 dicembre 2019     |
| 6  | Never Ricking Morty                       | La Morty-a infinita                     | 3 maggio 2020    | 24 luglio 2020       |
| 7  | Promortyus                                | Promortyus                              | 10 maggio 2020   | 24 luglio 2020       |
| 8  | The Vat of Acid Episode                   | L'episodio della vasca d'acido          | 17 maggio 2020   | 24 luglio 2020       |
| 9  | Childrick of Mort                         | I figli degli uo-Morty                  | 24 maggio 2020   | 24 luglio 2020       |
| 10 | Star Mort Rickturn of the Jerri           | Il Rick-torno dello Jerri               | 31 maggio 2020   | 24 luglio 2020       |

## Edge of ToMorty: senza Rick
- Titolo originale: Edge of Tomorty: Rick Die Rickpeat
- Diretto da: Erica Hayes
- Scritto da: Mike McMahan

### Trama
Rick porta Morty su un pianeta interamente ricoperto di cristalli che mostrano, a chi li sta toccando, tutti i modi in cui si potrebbe morire a seconda delle proprie scelte, e Morty ne prende uno ad insaputa di Rick. Dopo aver visto uno dei suoi possibili futuri in cui muore vecchio accanto a Jessica, Morty inizia a compiere qualsiasi azione possa condurre a quel futuro, con la conseguenza che uccide inavvertitamente Rick. Quindi appare un ologramma di Rick che ordina a Morty di raccogliere il DNA di Rick in modo che possa essere clonato e resuscitato. Vedendo che seguendo le istruzioni dell'ologramma non gli darà il futuro che vuole, Morty rifiuta di clonare Rick. Nel frattempo, la coscienza di Rick viene trasferita in cloni di Rick di universi alternativi. Tutti i Rick alternativi si rivelano essere nazisti e ostili con l'eccezione di un Rick vespa, che accetta di aiutarlo. Nel frattempo Morty provoca il caos e uccide numerose persone e usa uno speciale fluido per trasformarsi in un cyborg mostruoso per perseguire il suo futuro desiderato. Rick, Rick Vespa e il Rick ologramma si uniscono per riportare Morty alla normalità. Il fluido quindi si lega all'ologramma, facendolo diventare ostile e costringendo il Rick vespa a ucciderlo. Jerry e Beth sono arrabbiati con Rick, ma Morty si assume la responsabilità del danno che ha causato. Rick e Morty concordano di condividere la responsabilità nelle avventure future. Nella scena dopo i titoli di coda, Morty ascolta Jessica che dice alle sue amiche che intende lavorare in un ospizio per prendersi cura degli anziani in punto di morte e si infuria, realizzando che la morte in compagnia di Jessica mostrata dal cristallo era ingannevole.
- Guest star: Sherri Shepherd (giudice).
- Ascolti USA: telespettatori 2.330.000[7].

## Il vecchio e il water
- Titolo originale: The Old Man and the Seat
- Diretto da: Jacob Hair
- Scritto da: Michael Waldron

### Trama
Rick esce di casa per recarsi alla sua toilette personale, situata su un pianeta alieno. Mentre Rick è via, Jerry disobbedisce alle sue esplicite istruzioni e chiede a Glootie, il nuovo stagista di Rick, di sviluppare un'app per lui. Glootie sviluppa un'app di matchmaking che Jerry chiama "Lovefinderrz", i cui consigli vengono seguiti impulsivamente dagli utenti, inclusa Summer, poiché l'app cambia continuamente le persone con cui devono essere abbinate. Beth cerca di bloccare le relazioni di Summer perché è ancora minorenne. Morty costringe Glootie a portare lui e Jerry sulla sua nave madre, dove si scopre che la specie di Glootie ha intenzione di usare l'app per distrarre l'umanità mentre la Terra viene invasa per impossessarsi dell'acqua. Jerry convince Glootie ad aiutarlo mostrandogli che entrambi sono considerati incompatibili con chiunque dall'app, e Glootie sabota l'applicazione implementando un muro pubblicitario. Nel frattempo, Rick scopre che qualcun altro ha usato il suo bagno e rintraccia un uomo d'affari alieno di nome Tony, che ammette la sua colpa e sottolinea che lui e Rick evacuano in privato, poiché evacuare è l'unica forma di controllo che sentono di avere nella loro vita. Nonostante le numerose minacce, Rick non porta a termine l'uccisione di Tony e, quando quest'ultimo muore in un incidente, fornisce al padre di Tony un mezzo per clonarlo. Si scopre poi che Rick ha preparato un'elaborata routine olografica che avrebbe insultato Tony la volta successiva che avesse usato il bagno. 
- Guest star: Sam Neill (leader Monogatron), Kathleen Turner (regina Monogatron), Taika Waititi (Glootie), Jeffrey Wright (Tony), Pamela Adlon (figlio di Vermigurber), Sherri Shepherd (moglie di Tony).
- Ascolti USA: telespettatori 1.668.000[8].

## Qualcuno volò sul nido di Morty
- Titolo originale: One Crew over the Crewcoo's Morty
- Diretto da: Bryan Newton
- Scritto da: Caitie Delaney

### Trama
Mentre Rick e Morty fanno irruzione in una tomba aliena, Rick è furioso nello scoprire che il tesoro è già stato rubato dal famoso artista della rapina aliena Miles Knightly. Rick quindi riunisce un equipaggio per ottenere l'accesso a HeistCon per affrontare Miles. Accettano una scommessa per vedere chi può rubare per primo il teschio di cristallo di Horowitz. Miles rivela quindi che ha già rubato il teschio di cristallo reclutando la squadra di Rick, ma Rick rivela che, con l'aiuto di un robot chiamato Furto-Tron, ha predetto il piano di Miles e ipnotizzato la sua squadra per rubare il teschio di cristallo per lui. Quindi ordina alla folla di HeistCon, anch'essa ipnotizzata da Furto-Tron, di rubare HeistCon, provocando la morte di Miles. Furto-Tron diventa quindi un ladro e inizia a rubare pianeti, costringendo Rick a organizzare una seconda squadra che include Mr. Buchettoperpopò. Per contrastare Furto-Tron, Rick costruisce Rand-o-Tron, le cui istruzioni casuali aiutano la squadra a rintracciare Furto-Tron. Rick e Furto-Tron entrano quindi in una discussione su quale piano sia superiore prima che Furto-Tron realizzi che la rapina perfetta è quella che non sarà mai scritta e si autodistrugga. Morty si reca quindi agli studi di Netflix per presentare la sua sceneggiatura di un film basato sulle rapine, ma perde motivazione quando si rende conto di quanto le rapine siano insignificanti e decide di andarsene. Alla fine si scopre che l'intera avventura era stata orchestrata da Rick per inasprire Morty con le rapine affinché lasci perdere Netflix e continui invece le avventure con lui.
- Guest star: Pamela Adlon (Angie Flynt), Justin Theroux (Miles Knightly), Elon Musk (Elon Tusk), Claudia Black (Ventriloquiver).
- Ascolti USA: telespettatori 1.612.000[9].

## Rick and Morty - Unità vittime speciali
- Titolo originale: Claw and Hoarder: Ricktim's Morty
- Diretto da: Anthony Chun
- Scritto da: Jeff Loveness

### Trama
Dopo essere stato assillato da Morty per procurargli un drago, Rick fa con riluttanza un accordo con un mago, che crea un contratto d'anima tra Morty e il drago Balthromaw. Nel frattempo, Jerry incontra un gatto parlante nella sua camera da letto, ma Rick insiste che non ha nulla a che fare con questo. Il gatto convince Jerry a portarlo in Florida per divertirsi alla festa in spiaggia, ma il gatto tradisce Jerry accusandolo di defecare sulla spiaggia. Tuttavia, il gatto finisce solo per infastidire tutti alla festa, risultando cacciato insieme a Jerry. Morty prova a giocare con Balthromaw, ma è chiaro che a Balthromaw non piace Morty, il che lo frustra. Arrabbiato dal fatto che Balthromaw ruba l'attenzione di Morty, Rick cerca di uccidere il drago, ma entrambi finiscono per rendersi conto di avere molto in comune e inavvertitamente stringono un legame con l'anima. Arriva quindi il Mago, che accusa Balthromaw di essere un "drago zozzone" e lo porta via per essere giustiziato. Rick aiuta Morty a salvare Balthromaw, poiché il legame dell'anima significa che morirà se Balthromaw lo fa. Con l'aiuto di altri "draghi zozzoni", Rick e Morty sono in grado di salvare Balthromaw, uccidere il Mago e rompere il legame dell'anima. Ritornati nel mondo reale, Balthromaw propone a Rick e Morty di rivedersi ancora ma i due, ormai a disagio per la piega sessuale che ha preso l'avventura, non vogliono più averci a che fare e si separano dal drago. Rick e Jerry scrutano la mente del gatto per capire perché può parlare e sono inorriditi da ciò che vedono. Cacciano il gatto e Rick cancella il ricordo dell'incidente di Jerry.
- Guest star: Liam Cunningham (Balthromaw), Matthew Broderick (gatto parlante).
- Ascolti USA: telespettatori 1.626.000[10].

## Battleserpe Galactica
- Titolo originale: Rattlestar Ricklactica
- Diretto da: Jacob Hair
- Scritto da: James Siciliano

### Trama
Per aiutare Jerry che sta addobbando la casa con le luci di Natale, Rick lo rende più leggero dell'aria eccetto per le scarpe che, appesantite, fungono da zavorra e gli permettono di fluttuare, ma successivamente Jerry perde le scarpe e inizia a vagare senza controllo per l'atmosfera. Mentre viaggia attraverso lo spazio, l'astronave di Rick buca la sua ruota, il che richiede a Rick di fermarsi per ripararlo. Morty disobbedisce all'ordine di Rick di rimanere nell'astronave ed è morso da un serpente spaziale. Mentre Rick analizza il serpente per un antidoto, lui e Morty apprendono che in realtà è un astronauta di un pianeta di serpenti intelligenti che sono sull'orlo di una guerra mondiale. Sentendosi in colpa, Morty sostituisce segretamente l'astronauta serpente con un serpente normale e lo rilascia sul pianeta dei serpenti. I serpenti alieni si rendono presto conto che il serpente di Morty non è originario del loro pianeta. Più tardi, serpenti robot che viaggiano nel tempo arrivano a casa di Morty per cercare di proteggerlo e/o ucciderlo. Con l'aiuto di una versione futura di se stesso, Rick viaggia indietro nel tempo e lascia i segreti del viaggio nel tempo ai serpenti in un momento antecedente nella loro sequenza temporale, il che alla fine si traduce in abusi nel viaggio nel tempo che attirano l'attenzione dei mostri testicolo dalla quarta dimensione, incaricati di controllare la dimensione temporale e con i quali Rick e Morty avevano già avuto a che fare all'inizio della seconda stagione. I custodi del tempo distruggono quindi la civiltà dei serpenti eliminando il loro primo antenato intelligente. Jerry riesce a tornare a casa ma finisce per ferirsi come previsto da Rick. Rick e Morty incontrano quindi i loro sé futuri, che ricordano loro che devono aiutare i loro sé passati a risolvere il problema del serpente e chiudere il ciclo temporale.
- Guest star: Keegan-Michael Key (mostro testicolo 1), Eddie Pepitone (mostro testicolo 2).
- Ascolti USA: telespettatori 1.324.000[11].

## La Morty-a infinita
- Titolo originale: Never Ricking Morty
- Diretto da: Erica Hayes
- Scritto da: Jeff Loveness

### Trama
Rick e Morty si ritrovano bloccati a bordo di un treno che funge da espediente narrativo, dove ogni passeggero racconta una storia su Rick. Dopo aver ucciso il bigliettaio, recuperando una mappa del luogo, e dopo aver creato una storia femminista che passi il test di Bechdel, i due raggiungono la sala macchine, dove incontrano Story Lord. Quest'ultimo vuole utilizzare i due protagonisti per potenziare il treno e oltrepassare la quinta parete. Dopo essere stati intrappolati in vari possibili futuri, Rick e Morty riescono a sconfiggere Story Lord, dopo aver creato un deus ex machina, pregando Dio e intrappolando così Story Lord nella "storia più grande mai raccontata", la Bibbia. Quando però stanno per uscire, scoprono che il pannello di controllo è finto e viene rivelato che il treno non è altro che un modellino, comprato da Morty nella Cittadella dei Rick, con cui i due stanno giocando a casa. Intanto Story Lord racconta a Gesù del treno e della vera origine del nome Yahweh, facendolo così arrabbiare e causando il suo sacrificio che provoca la rottura del treno.
- Ascolti USA: telespettatori 1.548.000[12].

## Promortyus
- Titolo originale: Promortyus
- Diretto da: Bryan Newton
- Scritto da: Jeff Loveness

### Trama
Rick e Morty scoprono di essere stati controllati mentalmente da parassiti che abbracciano il viso chiamati "Glorzo"; essi stanno tentando di usare l'UFO di Rick per alimentare una super arma che diffonderà la loro specie sulla Terra. Rick e Morty riescono a farsi strada nel pianeta, causando distruzioni di massa. Tuttavia, al ritorno a casa, si rendono conto di essersi lasciati alle spalle Summer e tornano in missione di salvataggio, solo per scoprire che Summer non ha un Glorzo attaccato ed è venerata come una dea. Summer spiega che dopo che Rick e Morty sono caduti sotto il controllo dei Glorzo, è stata risparmiata a causa di uno stuzzicadenti in bocca, il quale ha impedito al Glorzo di attaccarsi al suo viso e ha indotto i suoi compagni a considerarla una dea. I tre tentano di scappare, ma vengono bloccati dal resto dei Glorzo. Rick usa quindi una melodia dell'armonica di Morty, che fa scattare il corpo ospite del Glorzo per deporre il suo uovo impiantato, causando la morte sia dell'ospite che del controllo Glorzo. Tutti i Glorzo vengono uccisi, ma non prima di aver accusato Rick, Morty e Summer di distruggerli semplicemente per aver cercato di far avanzare la loro civiltà. Al ritorno a casa, Rick e Morty iniziano a sentire un forte dolore allo stomaco. Temendo che stiano per deporre le uova di Glorzo, i due si salutano l'un l'altro, ma si scopre che il dolore era dovuto a un movimento intestinale regolare.
- Ascolti USA: telespettatori 1.340.000[13].

## L'episodio della vasca d'acido
- Titolo originale: The Vat of Acid Episode
- Diretto da: Jacob Hair
- Scritto da: Jeff Loveness e Albro Lundy

### Trama
Durante una missione, Rick e Morty scambiano gemme speciali con gangster alieni. I gangster li tradiscono e Rick finge la morte sua e di Morty saltando in una vasca di acido finto. Tuttavia, mentre si nascondono nella vasca, i gangster non se ne vanno immediatamente. Morty si spazientisce e uccide i gangster con la pistola di Rick, accusandolo di aver avuto una cattiva idea con la vasca di acido. Morty sfida Rick a inventare qualcosa basato su una delle sue idee: creare un "punto di salvataggio" nel tempo a cui poter tornare per sfuggire alla morte o per correggere gli errori. Rick accetta a malincuore creando un telecomando speciale, ma Morty lo prende prima che possa spiegare come funziona. Morty commette quindi numerosi crimini e scherzi e si resetta per evitare le conseguenze. Alla fine, però, Morty si innamora e inizia una relazione con una giovane donna. Quando i due finiscono bloccati su una montagna, Morty prende in considerazione l'idea di usare il telecomando, ma chiama i soccorsi per preservare la relazione che ha. Tuttavia, dopo che Morty viene salvato, Jerry preme accidentalmente il telecomando, riportando Morty a prima dell'inizio della relazione. Morty fallisce il tentativo di riavviare la relazione quando il suo punto di salvataggio viene accidentalmente sovrascritto e torna da Rick, dicendo di aver imparato la lezione che non bisogna vivere una vita senza conseguenze. Rick rivela poi che il telecomando non resetta la linea temporale, ma teletrasporta Morty in una dimensione alternativa, uccidendo anche il Morty originario di quella dimensione in modo che Morty possa prendere il suo posto. Inorridito, Morty implora Rick di annullare tutto, così Rick fonde tutte le dimensioni alternative. Sebbene questo impedisca la morte dei Morty alternativi, tutti ricordano i crimini commessi da Morty e l'unico modo per sfuggirgli è saltare in una vasca di acido finto per fingere la sua morte. Soddisfatto di aver dimostrato il suo punto di vista, Rick rivela che per tutto questo tempo sono stati in una dimensione alternativa, perché non voleva rischiare che Morty rovinasse la loro dimensione natale. 
- Ascolti USA: telespettatori 1.257.000[14].

## I figli degli uo-Morty
- Titolo originale: Childrick of Mort
- Diretto da: Kyounghee Lim
- Scritto da: James Siciliano

### Trama
Mentre Jerry porta la famiglia in campeggio, Rick riceve una chiamata da Gaia, un pianeta senziente, che dice che è incinta dei suoi figli. Beth spinge Rick a non abbandonare la sua prole, quindi porta con riluttanza la famiglia a Gaia dove è nata la prima generazione di gaiani. Jerry porta Morty e Summer nel deserto per accamparsi mentre Rick e Beth costruiscono una civiltà avanzata per i gaiani in modo che possano essere autosufficienti. Tuttavia, come parte del loro processo per ordinare i Gaiani in professioni, alcuni di loro sono classificati come "improduttivi" e banditi dalla città. Nel frattempo, Morty e Summer abbandonano Jerry, arrabbiati con lui per averli costretti ad andare in campeggio. Jerry incontra gli improduttivi e li alleva come una società tribale primitiva. Morty e Summer trovano un'astronave aliena schiantata e riescono a farla volare dopo qualche riparazione improvvisata. All'improvviso, Zeus, un essere divino che è il vero padre dei Gaiani, arriva per prenderli in custodia. Rick, rendendosi conto che Zeus non ha interesse a prendersi effettivamente cura dei Gaiani, rifiuta di rinunciare alla custodia. Jerry poi arriva con gli improduttivi per attaccare i gaiani, quindi Zeus potenzia Jerry mentre Rick dà a Beth una pistola avanzata. Rick quindi combatte corpo a corpo Zeus ma è quasi sconfitto, ma fortunatamente giungono Morty e Summer con la loro astronave, che si schianta a tutta velocità nella testa del dio uccidendolo. Il corpo di Zeus cade su Gaia, distruggendo la città e uccidendo molti gaiani mentre Jerry salva Beth. Furiosa per la morte di Zeus, Gaia caccia Rick e la sua famiglia scatenando un'eruzione vulcanica. Beth, Morty e Summer si riconciliano con Jerry, il che fa sì che Rick sottolinei con rabbia i fallimenti di Beth nell'allevare Morty e Summer.
- Ascolti USA: telespettatori 1.226.000[15].

## Il Rick-torno dello Jerri
- Titolo originale: Star Mort Rickturn of the Jerri
- Diretto da: Erica Hayes
- Scritto da: Anne Lane

### Trama
Un clone di Beth viene mostrato mentre guida una ribellione contro la "nuova e migliorata" Federazione Galattica. Dopo una battaglia, viene curata da un medico, che scopre un dispositivo impiantato nel suo collo, facendole credere di essere il clone. Sulla Terra, Beth e Jerry vanno alla consulenza familiare dalla dottoressa Wong, mentre Morty e Summer litigano per la cintura dell'invisibilità di Rick. La Beth dallo spazio affronta Rick, che rivela che anche l'altra Beth ha un dispositivo nel collo e afferma di essere il clone. La Federazione arriva presto sulla Terra, chiedendo che l'altra Beth venga consegnata. Rick si lascia sfuggire accidentalmente che l'altra Beth potrebbe in realtà essere il clone e corre nell'ufficio del dottor Wong per salvare Beth da Tammy e da una squadra di soldati, che l'hanno scambiata per l'altra Beth. Rick, Beth e Jerry si incontrano con l'altra Beth, ed entrambe ora sono arrabbiate con Rick per il suo rifiuto di rivelare quale sia il clone. Vengono nuovamente attaccati da Tammy, che prende le  Beth e le trasporta sulla nave della Federazione. Morty e Summer intervengono e Rick uccide Tammy. La famiglia si dirige verso la nave, con Rick che sta per liberare le Beth mentre Morty e Summer spengono il suo laser prima che possa annientare la Terra. Le due Beth scappano da sole, mentre Rick si confronta con Perfenice, che quasi lo uccide prima di essere spento dall'altra Beth (con l'aiuto di Jerry). In seguito, Rick recupera il tubo della memoria contenente la sua memoria della creazione del clone di Beth, dopo aver cancellato la sua conoscenza di quale Beth è l'originale. Tuttavia, nessuno in famiglia è interessato a conoscere la verità. Rick osserva comunque il ricordo, solo per apprendere che Beth gli ha chiesto di decidere da solo se la voleva nella sua vita. L'ha clonata, quindi ha fatto scambiare le due Beth finché non ha più saputo quale fosse l'originale. Dopo aver ammesso a se stesso di essere "un padre terribile", Rick cerca invece di essere un buon amico e aggiusta Perfenice (i cui resti ha recuperato dopo la battaglia), solo per essere respinto in modo aggressivo. Rick è quindi lasciato solo e sconvolto.
- Ascolti USA: telespettatori 1.299.000[16].